# Supai
Supai (in Havasupai Havasuuw) è un census-designated place (CDP) nella Contea di Coconino, in Arizona (USA), all'interno del Grand Canyon.
È la capitale dell'Havasupai Indian Reservation.
Secondo il censimento del 2010, ha una popolazione di 208 persone.
Supai è l'unico luogo degli Stati Uniti in cui la posta viene ancora recapitata a dorso di mulo.
Viene considerato il luogo più remoto tra i 48 stati che formano gli Stati Uniti d'America continentali. Supai si trova a 13 Km dalla strada più vicina; l'unico accesso a Supai è un sentiero, l'Havasupai Trail, che si diparte dalla strada raggiungibile con auto, è percorribile a piedi o a dorso di mulo. Eccezionalmente è raggiungibile con elicottero. Non esistono auto nella comunità.

## Storia recente
I turisti e molti residenti vennero evacuati da Supai il 17 e 18 Agosto 2008, a causa dell'esondazione dell'Havasu Creek, e vennero condotti a Peach Springs (Arizona).
I danni provocati dall'alluvione ai sentieri, ai ponti ed al camping furono così gravi da chiudere l'accesso dei visitatori al villaggio fino alla primavera del 2009.

## Geografia fisica
Il CDP di Supai ha una superficie totale di 4,4 km², ed è situata ad un'altezza di 974 m s.l.m.

## Società

### Evoluzione demografica
Secondo l'ultimo censimento, il 96.6% degli abitanti sono Nativi americani, il 2.4% meticci, lo 0.5% Bianchi e lo 0.5% di altre etnie.
L'età media è di 25,2 anni. Il 48.6% della popolazione sono maschi ed il 51.4% femmine.

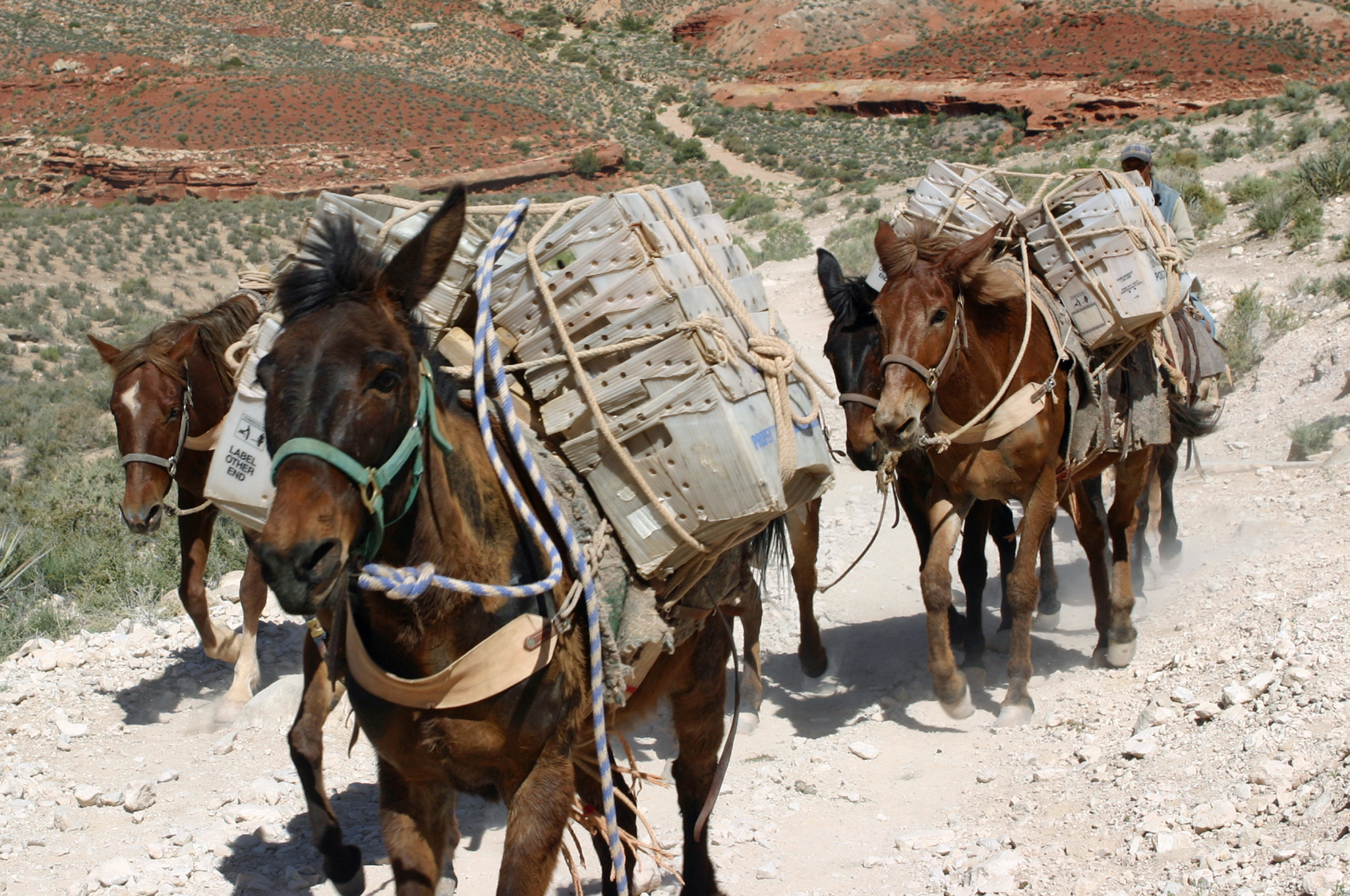
Carovana di muli da Supai che trasporta le casse dell'U.S. Postal Service.

## Servizio Postale
La consegna della posta richiede almeno una settimana, in quanto la United States Postal Service per effettuare le consegne da Bullhead City utilizza delle carovane di muli. Tutta la posta in partenza da Supai ha uno speciale francobollo che indica che è stata trasportata a dorso di mulo.

## Galleria d'immagini

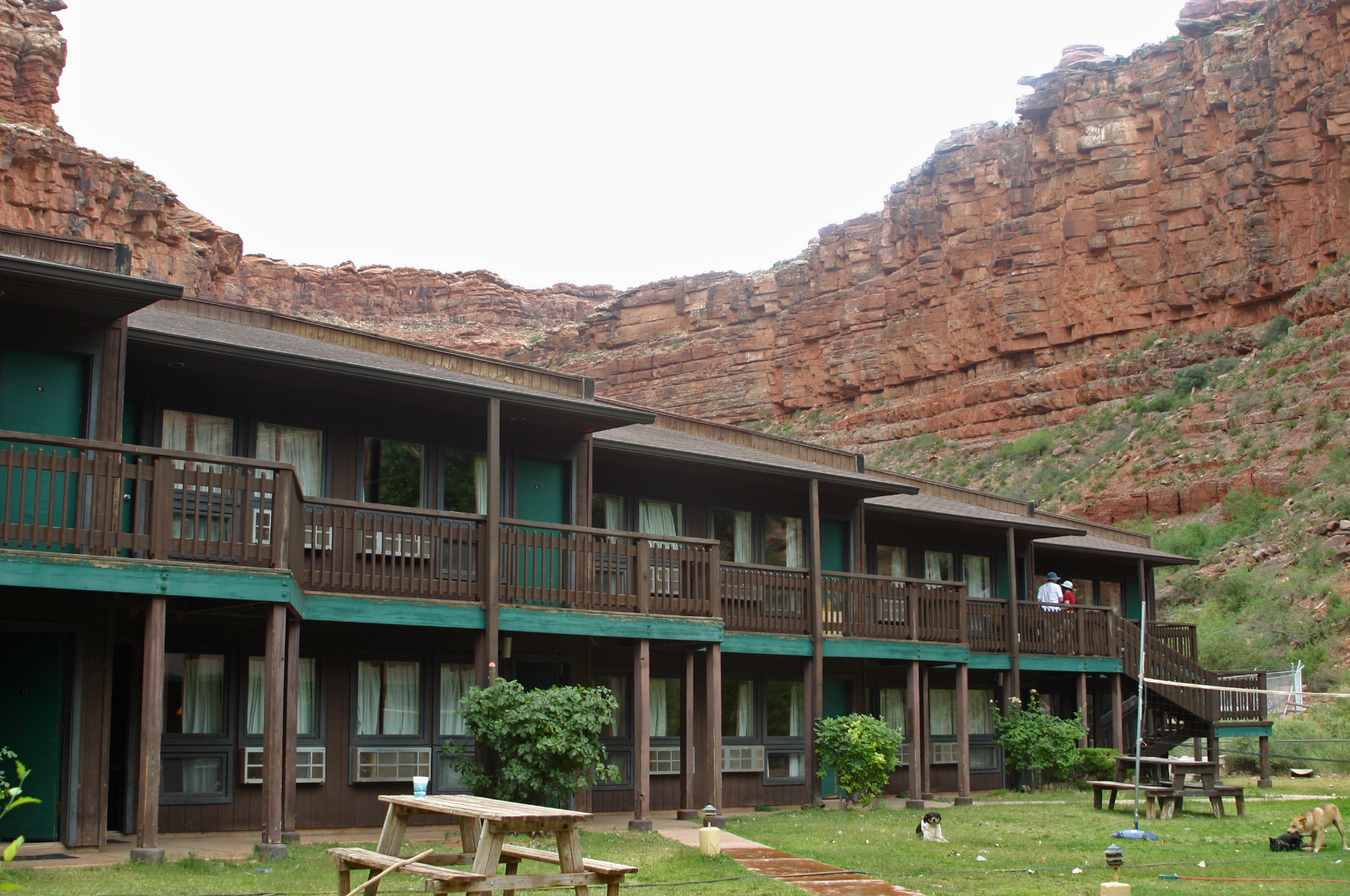
Havasupai Lodge
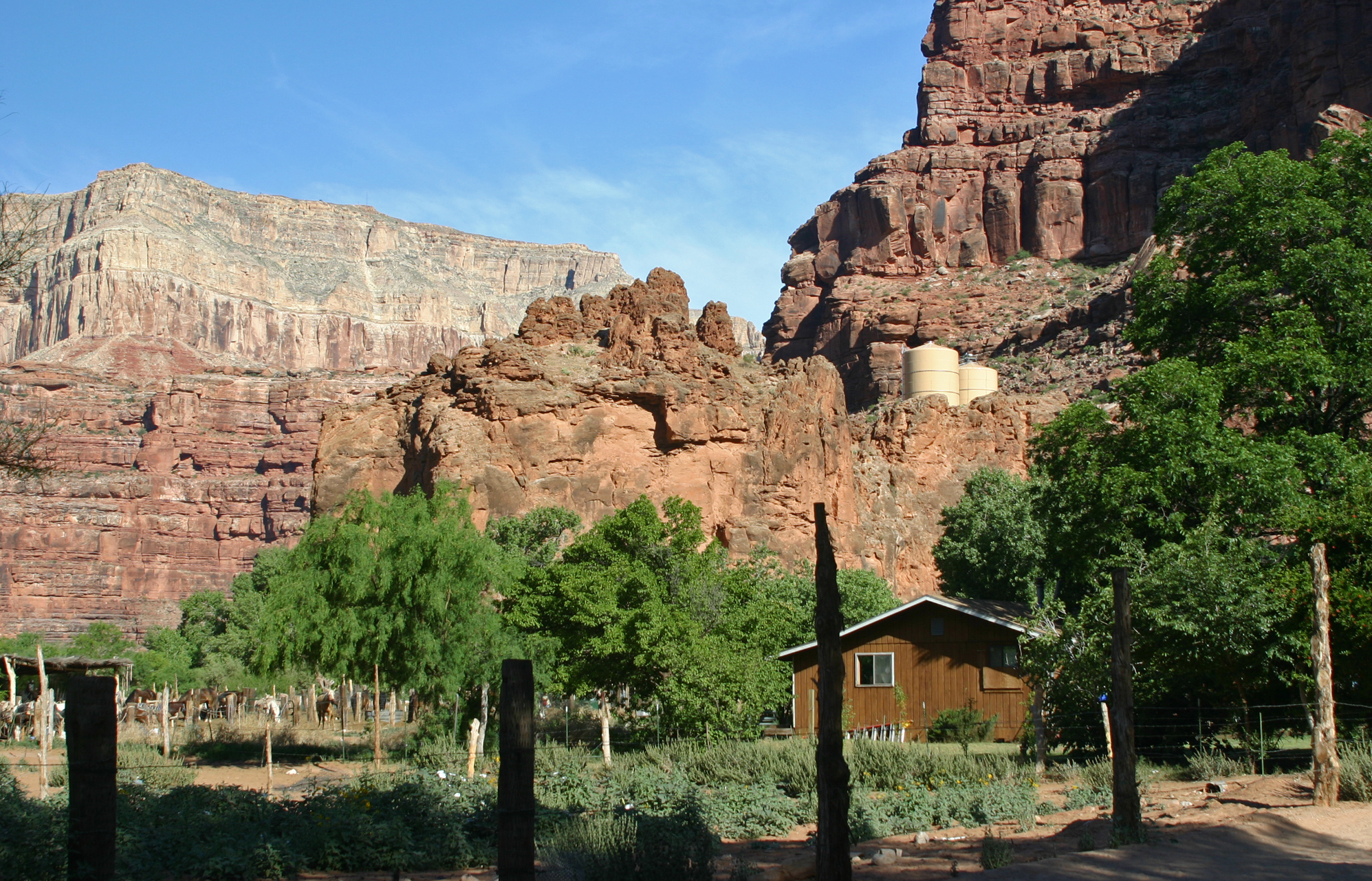
Serbatoi d'acqua sopra al villaggio, forniscono l'acqua in pressione per le condutture.
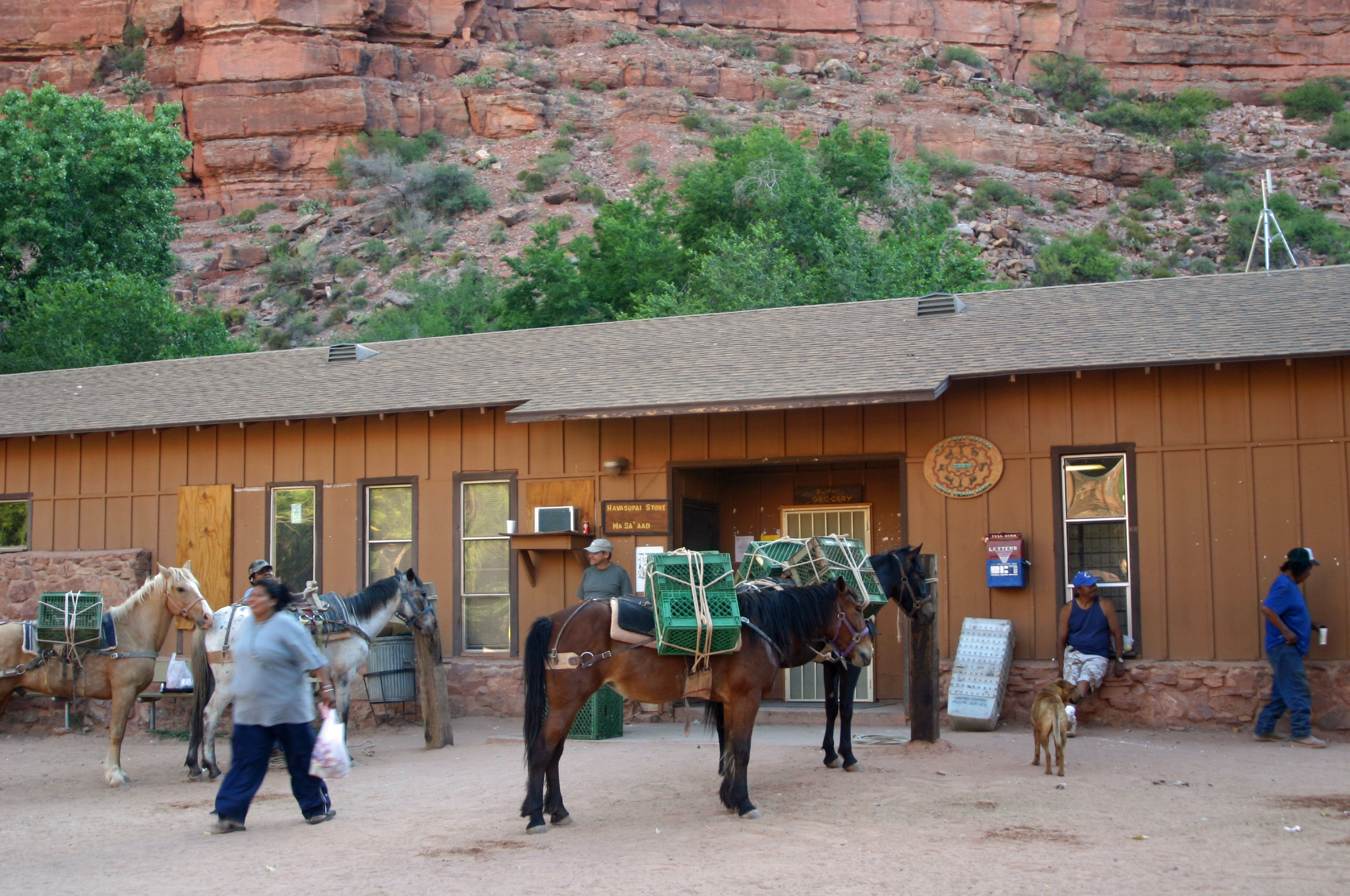
Muli in attesa di fronte allo store.
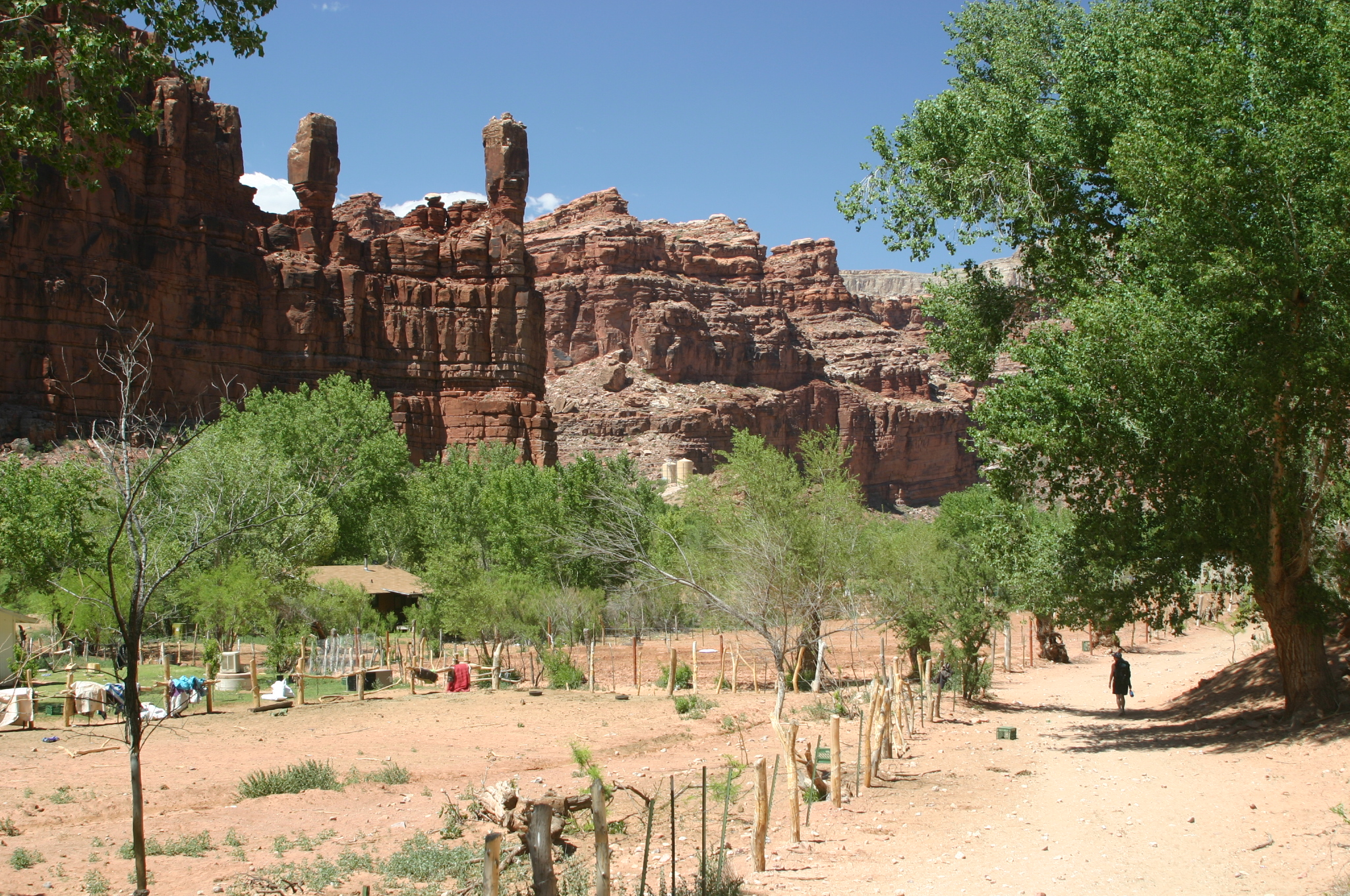
Le formazioni rocciose dette "I Guardiani" (Wigleeva) che vegliano su Supai